# FK Tuzla City
A Fudbalski klub Tuzla City egy bosnyák labdarúgócsapat, székhelye Tuzlában található. Az élvonalban szerepel.

## Története
A klubot 1955-ben alapították. A 2017–18-as szezonban történelmet írtak, azzal hogy megnyerték a másodosztályt, ezzel a sikerrel először jutottak az élvonalba. 2018. június 18-án FK Sloga Simin Han-ról FK Tuzla City-re változtatták a klub nevét. A 2018–19-es szezonban az első osztályban a 10. helyen végeztek, elkerülve a kiesést. A következő idényben az 5. helyen fejezték be a szezont és kvalifikálták magukat a 2020–2021-es Európa-liga selejtezőjébe, de a szezont a Covid19-pandémia miatt hamarabb végett ért. A 2021–22-es szezonban a 2. helyen fejezték be a bajnokságot.

## Sikerei
- Bosnyák másodosztály bajnok:

1 alkalommal (2017–18)
- Bosnyák harmadosztály bajnok:

2 alkalommal (2014–15 (északi), 2015–16 (északi))

### Európai szereplések

#### Összesítve
| Kupa                  | J | Gy | D | V | Rg | Kg |
| --------------------- | - | -- | - | - | -- | -- |
| UEFA Konferencia Liga | 4 | 2  | 0 | 2 | 8  | 5  |
| Összesítve            | 4 | 2  | 0 | 2 | 8  | 5  |

#### Szezonális bontásban
| Szezon  | Kupa                         | Forduló         | Klub       | Hazai mérk. | Vendég mérk. | Össz. |
| ------- | ---------------------------- | --------------- | ---------- | ----------- | ------------ | ----- |
| 2022–23 | UEFA Európa Konferencia Liga | 1. selejtezőkör | Tre Penne  | 6–0         | 2–0          | 8–0   |
| 2022–23 | UEFA Európa Konferencia Liga | 2. selejtezőkör | AZ Alkmaar | 0–4         | 0–1          | 0–5   |

## Keret
2023. február 14-i állapotnak megfelelően.
| #  |     | Poszt | Név                |
| -- | --- | ----- | ------------------ |
| 2  | CRO | V     | Robert Radić       |
| 4  | BIH | V     | Eldin Hasanbegović |
| 6  | BIH | V     | Mustafa Šukilović  |
| 7  | BIH | KP    | Ajdin Nukić        |
| 8  | SRB | KP    | Nebojša Gavrić     |
| 9  | BIH | CS    | Irfan Hadžić       |
| 12 | TOG | K     | Malcolm Barcola    |
| 14 | BIH | CS    | Mićo Kuzmanović    |
| 16 | BIH | V     | Dino Ćorić         |
| 17 | BIH | KP    | Huso Karjašević    |
| 18 | SRB | KP    | Đorđe Pantelić     |
| 19 | BIH | KP    | Sedad Subašić      |
| 20 | BIH | KP    | Harun Karić        |

| #  |     | Poszt | Név              |
| -- | --- | ----- | ---------------- |
| 21 | BIH | KP    | Belmin Mešinović |
| 22 | BIH | KP    | Samir Burić      |
| 23 | BIH | V     | Jasmin Čeliković |
| 24 | CRO | KP    | Petar Mišić      |
| 27 | BIH | K     | Nevres Fejzić () |
| 28 | BIH | CS    | Eldin Mehmedović |
| 29 | BIH | V     | Damir Mehidić    |
| 33 | SRB | KP    | Dušan Pantelić   |
| 40 | BIH | KP    | Adrian Mendeš    |
| 44 | RUS | V     | Aleksei Nikitin  |
| 77 | GEO | KP    | Giorgi Ivaniadze |
| 95 | MLI | KP    | Alassane Diaby   |
| 99 | BIH | CS    | Kemal Mujarić    |

## Külső hivatkozások
- Hivatalos weboldal  (bosnyákul)